# شهرستان سانتا کلارا (کالیفرنیا)
شهرستان سانتا کلارا با نام رسمی شهرستان سانتا کلارا، ششمین شهرستان پرجمعیت در ایالت کالیفرنیای ایالات متحده است که بر اساس سرشماری سال ۲۰۲۰، ۱٬۹۳۶٬۲۵۹ نفر جمعیت دارد.[4] شهرستان سانتا کلارا و شهرستان سان بنیتو همسایه آن منطقه آماری کلان شهری سن خوزه-سانی ویل-سانتا کلارا را تشکیل می‌دهند که بخشی از منطقه آماری ترکیبی بزرگتر سن خوزه-سانفرانسیسکو-اوکلند است. سانتا کلارا پرجمعیت‌ترین شهرستان در منطقه خلیج سانفرانسیسکو و در کالیفرنیای شمالی است.
به گفته مؤسسه بروکینگز، شهرستان سانتا کلارا، محل دره سیلیکون، مرکز اقتصادی فناوری‌های پیشرفته است و سومین تولید ناخالص داخلی (GDP) سرانه در جهان را تا سال 2015 پس از زوریخ و اسلو دارد.[6][7] در ساحل جنوبی خلیج سانفرانسیسکو، دره شهرنشینی سانتا کلارا در شهرستان سانتا کلارا بیشترین جمعیت این شهرستان را در خود جای داده است. اخیراً، خشکسالی‌های گسترده در کالیفرنیا، که با زه‌کشی مخزن اندرسون در این شهرستان برای تعمیرات لرزه‌ای پیچیده‌تر شده است، امنیت آب این شهرستان را تحت فشار قرار داده است.[8][9]
از سال 2020، متوسط درآمد خانوار آن 130890 دلار است، که سومین بالاترین درآمد خانوار در بین هر شهرستانی در کشور پس از Loudoun County، ویرجینیا و فالز چرچ، ویرجینیا، و بالاترین در میان سایر شهرستان‌ها در غرب ایالات متحده است.[10 ][11]